# Number One (Alexia)
Number One è un singolo di Alexia, pubblicato nel 1996.

## La canzone
È il terzo singolo della cantante e successivamente il terzo singolo promozionale dell'album Fun Club che è stato pubblicato nel 1997. Esce a poca distanza dal precedente singolo Summer Is Crazy.
Vengono fatte cinque riedizioni dell'album, tra cui una destinata al mercato indonesiano, uno per il mercato inglese e uno per il mercato spagnolo.
Il brano si piazza ai primi posti nelle classifiche europee, e vende numerose copie aggiudicandosi vari riconoscimenti, e infine conquista anche il mercato americano, soprattutto viene trasmesso nelle principali emittenti musicali in Brasile. Alexia con questo singolo si riconferma come la regina della dance internazionale partecipando a numerosi spettacoli musicali e concerti in Europa. Infine sbarca anche in Indonesia con una riedizione dell'album contenente questo singolo e il precedente successo.

## Il videoclip
Per questo singolo Alexia registra il suo secondo videoclip, che come per il precedente, si caratterizza per una atmosfera buia e tenebrosa e vede la cantante incatenata in una croce nei primi secondi del video. Il successo è confermato, le principali emittenti musicali televisive trasmettono il video e la notizia arriva anche nei telegiornali italiani.

## Tracce
1. Number One (Radio Version)
2. Number One (Club short Mix)
3. Number One (Euro Mix)
4. Number One (Accapella)
5. Number One (Club Mix)
6. Number One (Galaxy Mix)

## Edizioni
- Number One (Italian Edition)
- Number One (Happy Remix and Spanish Versions)
- Number One (Remix Edition)
- Number One - Summer Is Crazy (Singapore Edition)
- Number One (US Edition)

## Classifiche
| Classifiche (1997) | Posizione massima |
| ------------------ | ----------------- |
| Belgio (Fiandre)   | 32                |
| Finlandia          | 2                 |
| Francia            | 36                |
| Italia             | 4                 |
| Spagna             | 4                 |

| Classifica di fine anno (1997) | Posizione |
| ------------------------------ | --------- |
| Brasile                        | 66        |